# Amphithyrus sculpturatus
Amphithyrus sculpturatus är en kräftdjursart som beskrevs av Claus 1879. Amphithyrus sculpturatus ingår i släktet Amphithyrus och familjen Platyscelidae. Inga underarter finns listade i Catalogue of Life.